# Baljkovac
Baljkovac (en serbe cyrillique : Баљковац) est un village de Serbie situé dans la municipalité de Pivara (Kragujevac), district de Šumadija. Au recensement de 2011, il comptait 620 habitants.

## Démographie
| 1948 | 1953 | 1961 | 1971 | 1981 | 1991 | 2002 | 2011 |
| ---- | ---- | ---- | ---- | ---- | ---- | ---- | ---- |
| 693  | 700  | 658  | 612  | 640  | 623  | 621  | 620  |

|  |